# Светлое Озеро (Зеленодольский район)
 Светлое Озеро  — поселок в Зеленодольском районе Татарстана. Входит в состав Большеключинского сельского поселения.

## География
Находится в западной части Татарстана на расстоянии приблизительно 20 км по прямой на северо-восток по прямой от районного центра города Зеленодольск.

## История
Основан в 1919 году как поселок Светлозёрка.

## Население
Постоянных жителей было: в 1920 году — 61, в 1926 — 62, в 1938 — 65, в 1949—150, в 1958 — 68, в 1970 — 19, в 1979 — 10, в 1989 — 11, в 2002 — 3 (русские 100 %), 4 в 2010.